# Musée biblique
Le musée biblique ou, parfois, musée de la bible (en néerlandais : Bijbels Museum) est un musée de la ville d'Amsterdam situé sur le Herengracht, dans le quartier de Centre.
Il abrite une collection de bibles et d'autres objets religieux de tradition judéo chrétienne. L'une des plus anciennes bibles imprimées aux Pays-Bas, la Delftse Bijbel, qui date de 1477, y est conservée, de même que la première édition autorisée en néerlandais, datant de 1637. Le musée présenté également un facsimile d'un des Manuscrits de la mer Morte provenant du Qumrân et qui contient le Livre d'Isaïe.

## Galerie d'images

Bijbels Museum
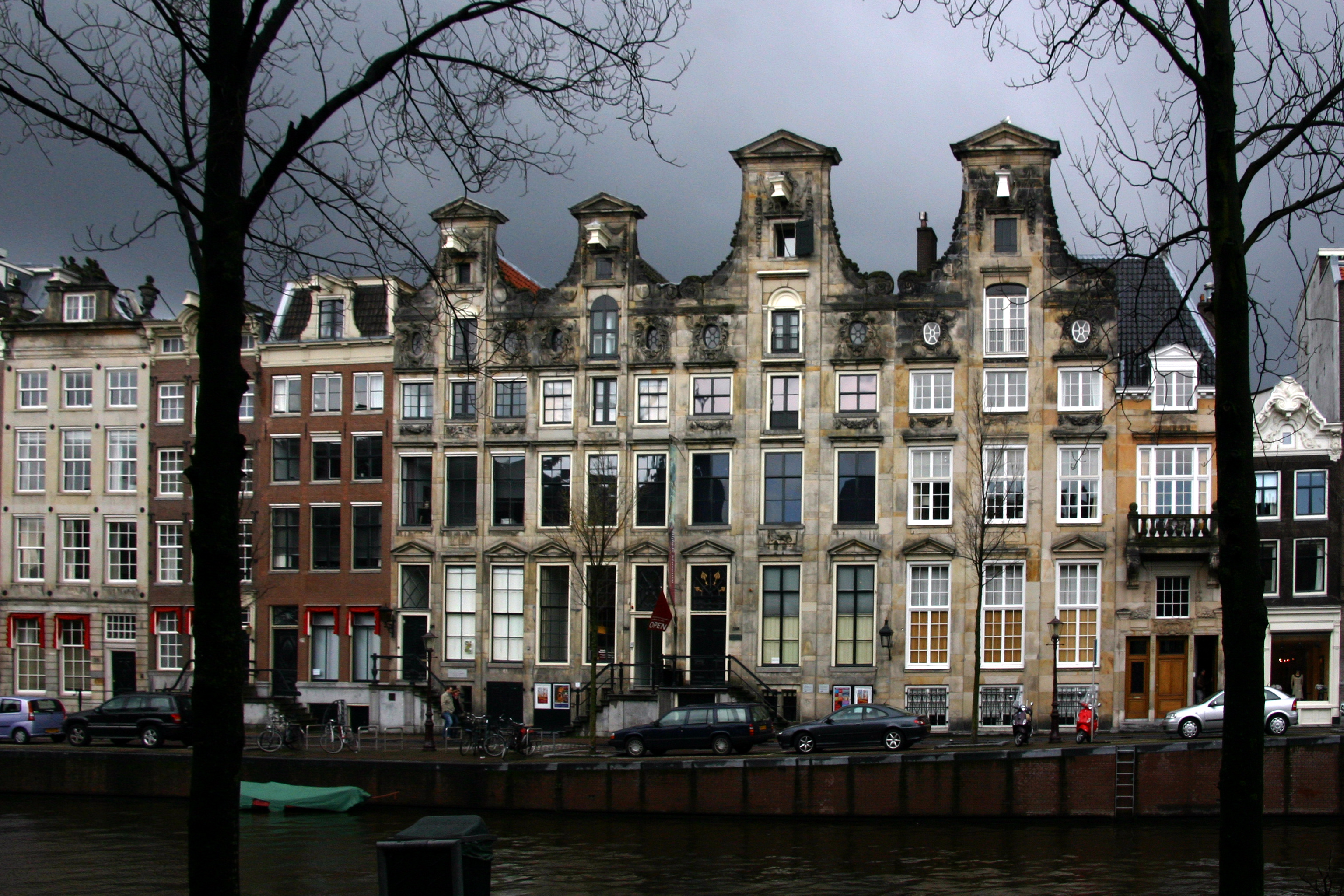
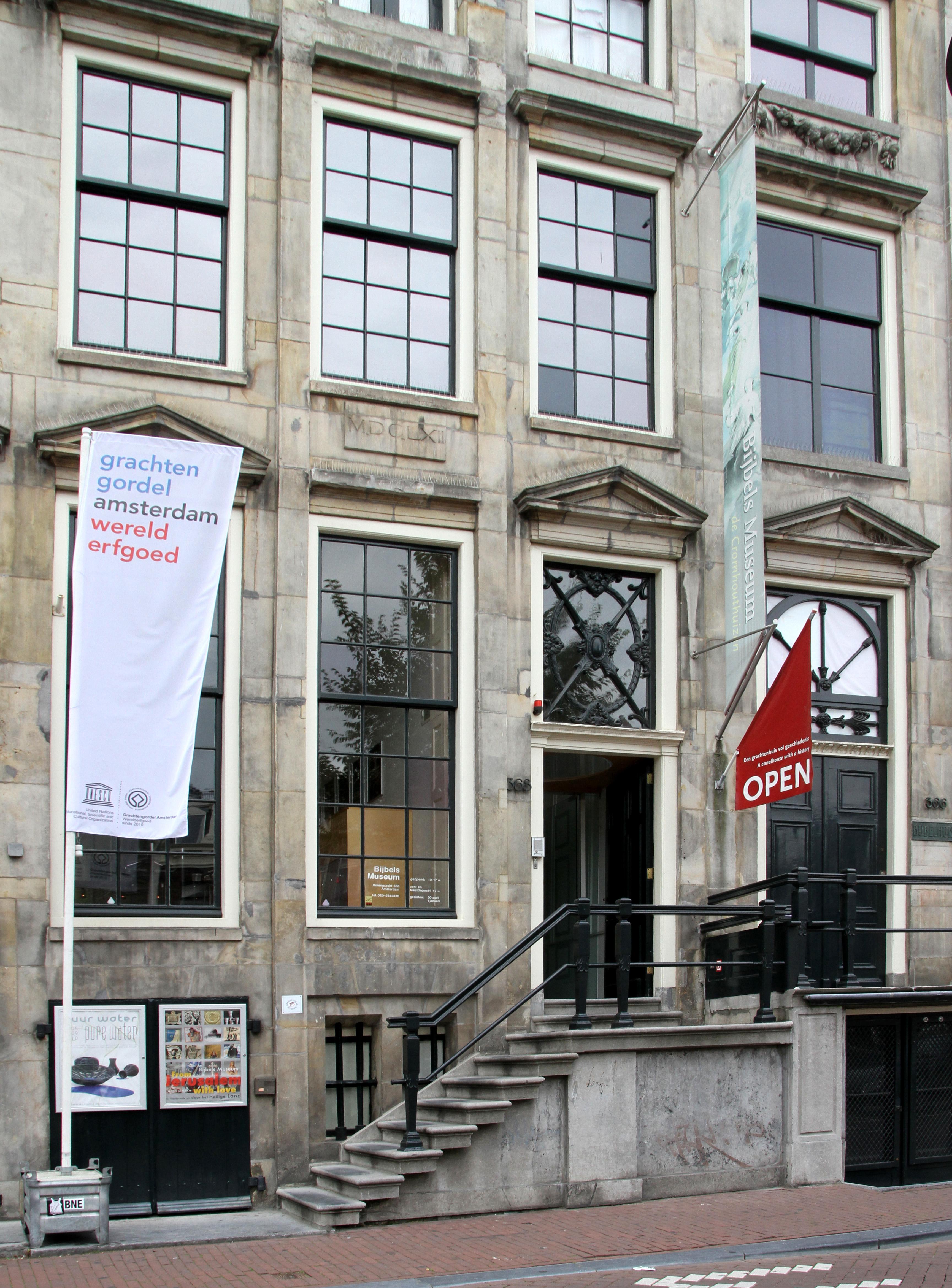
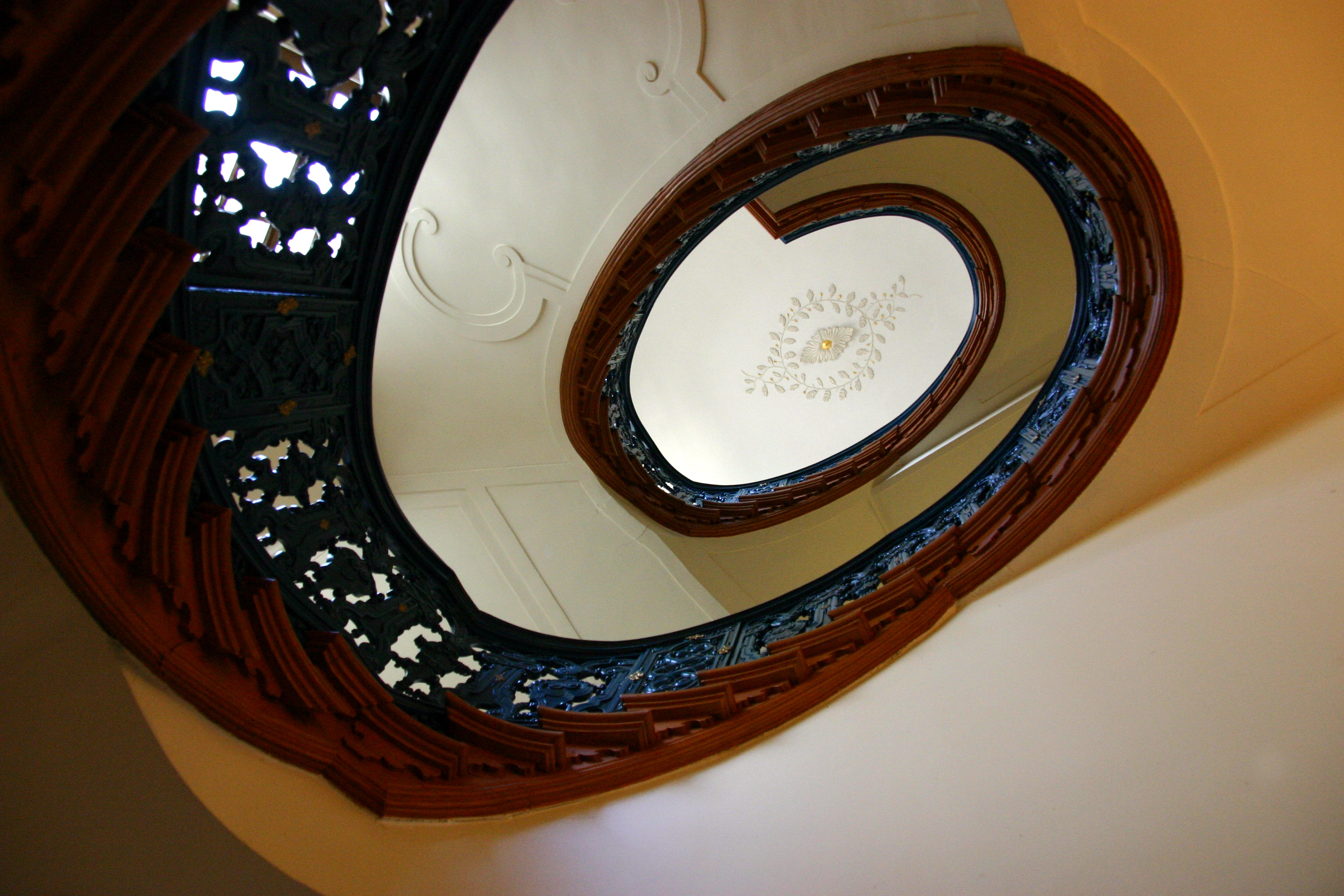
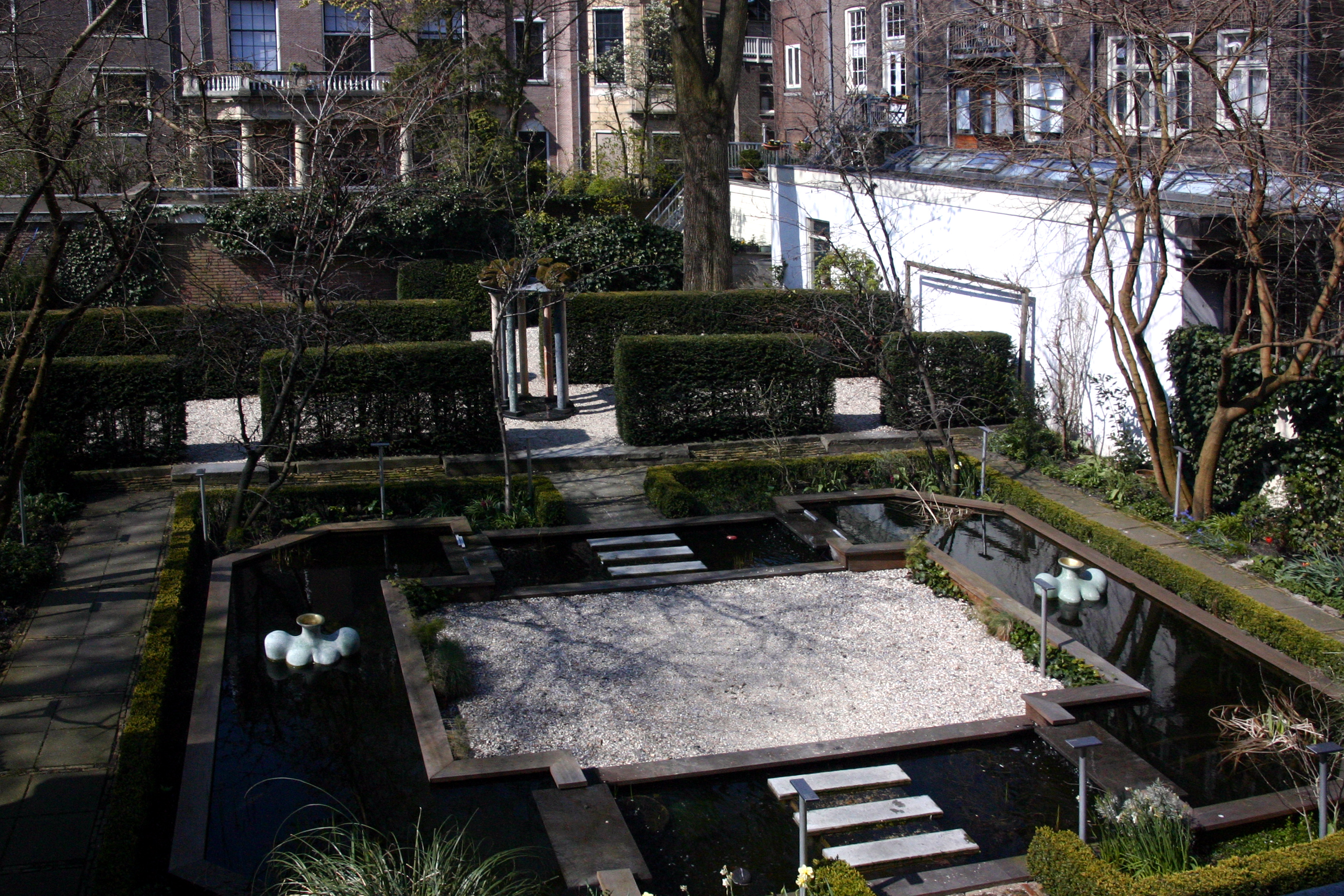
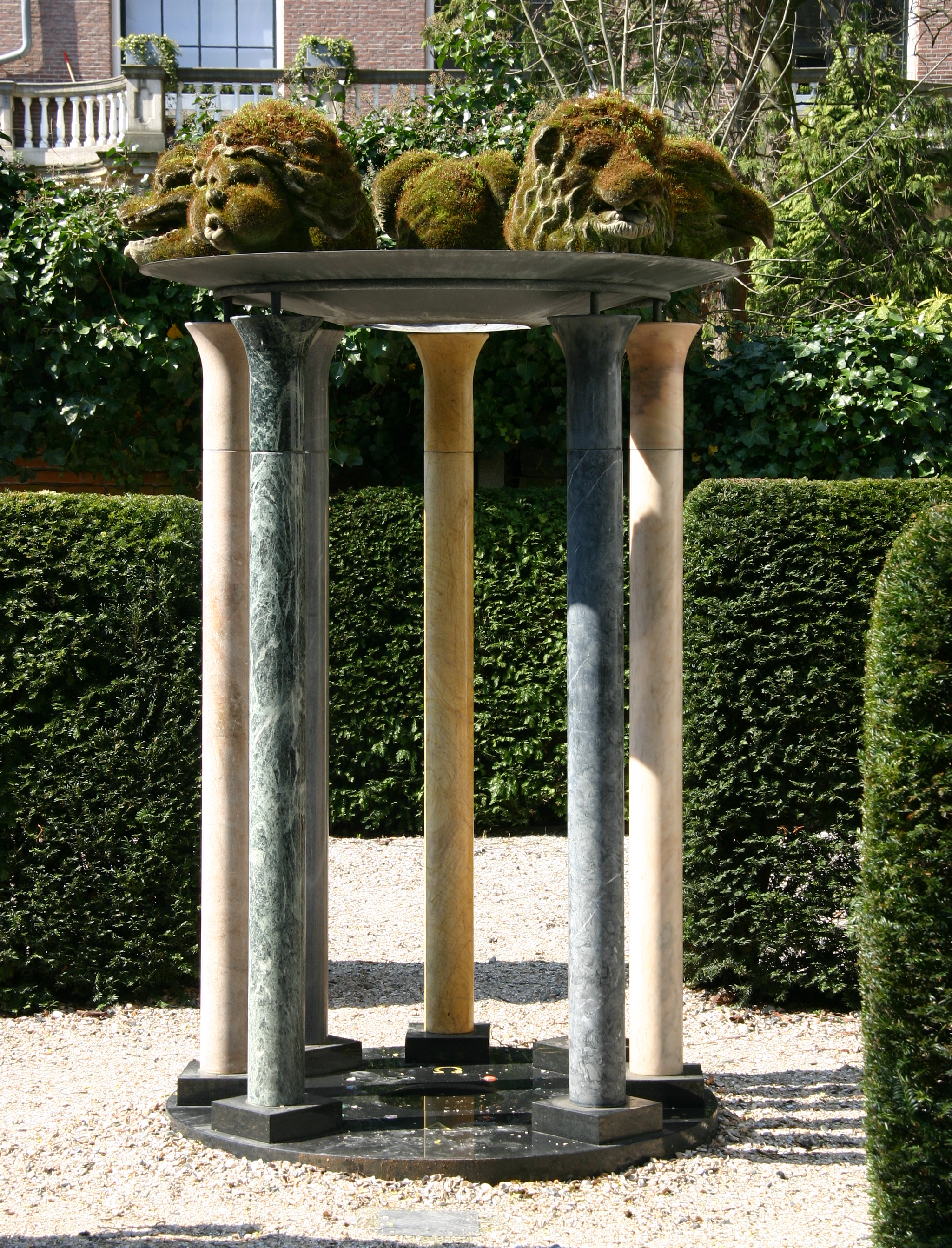
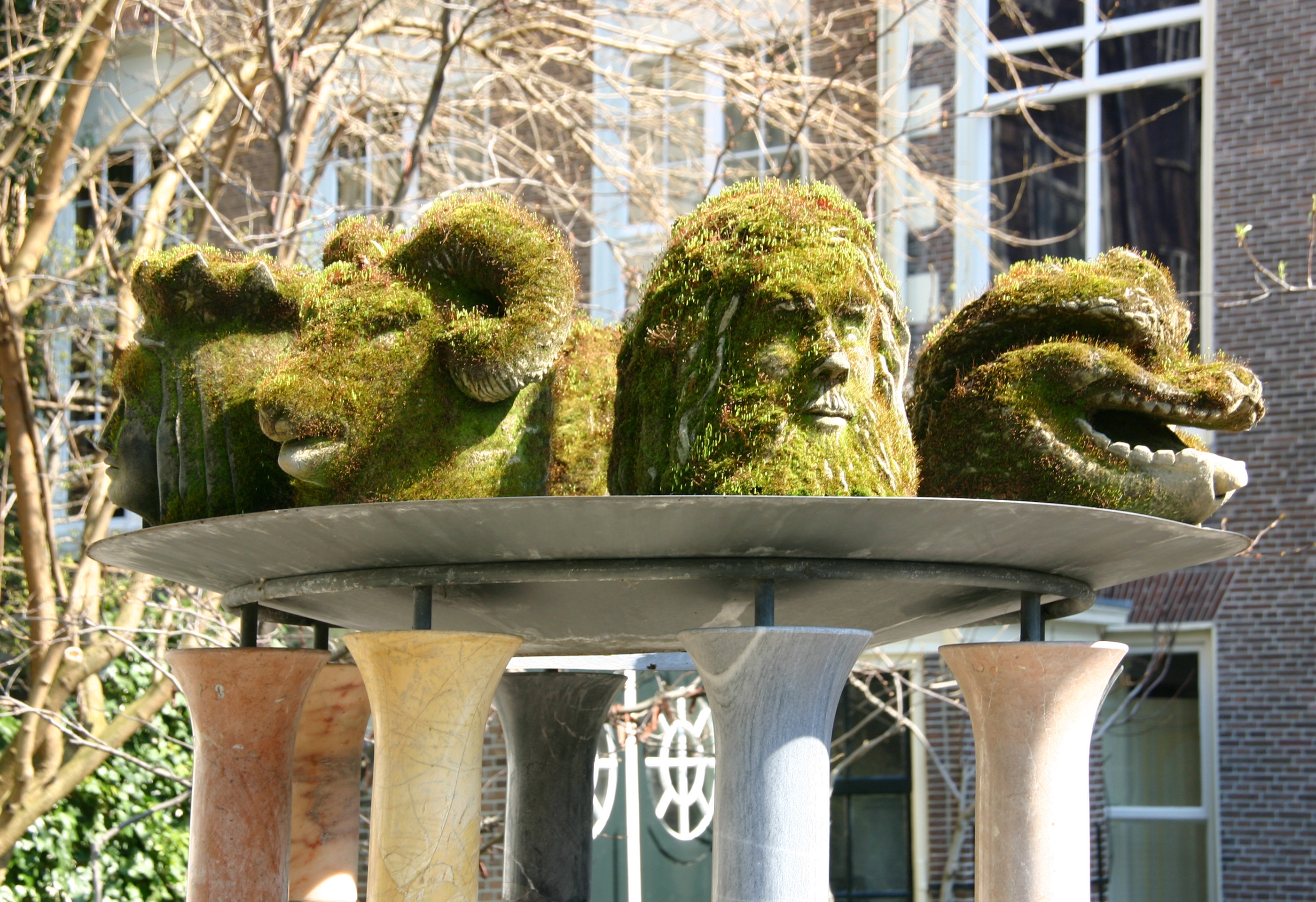
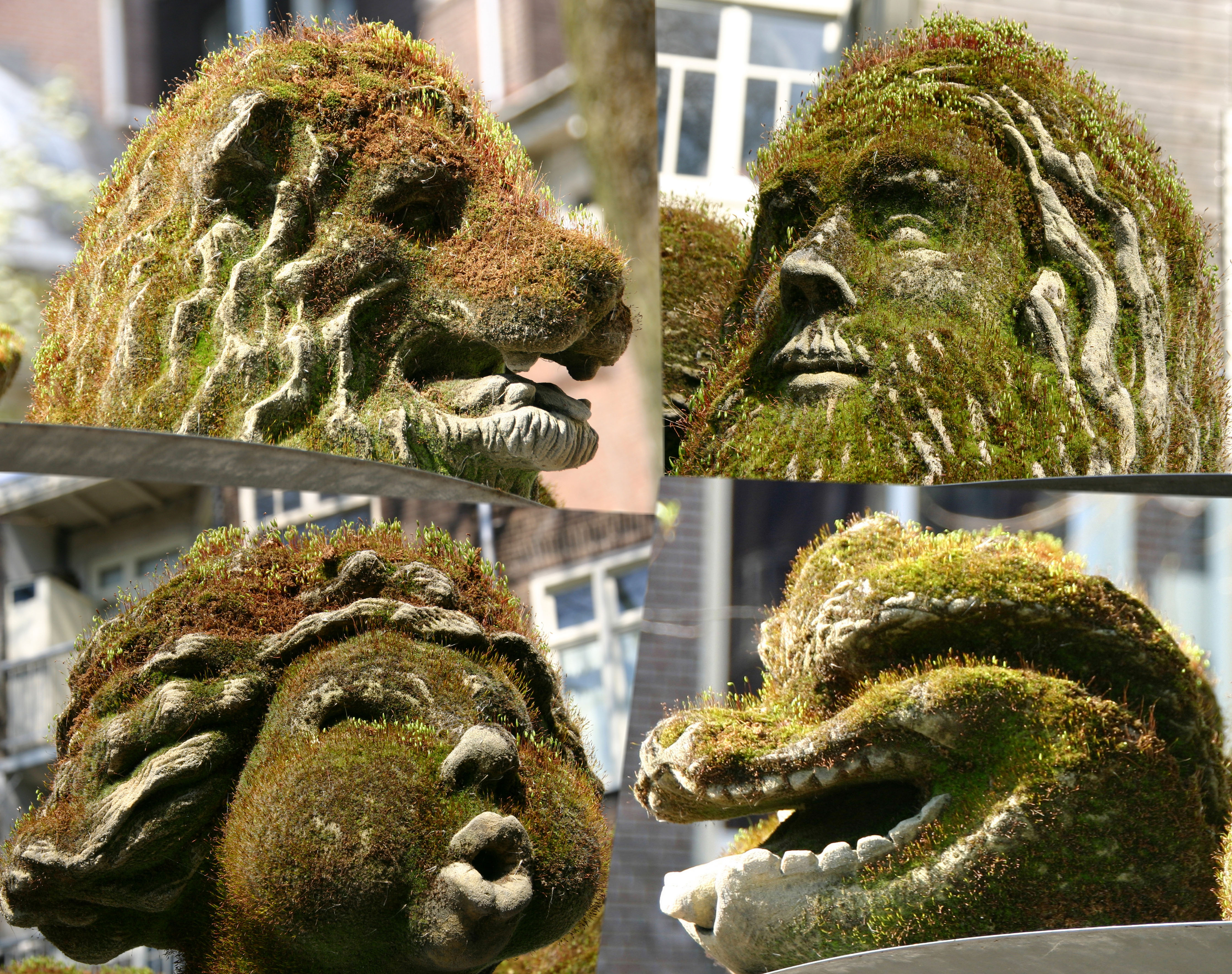
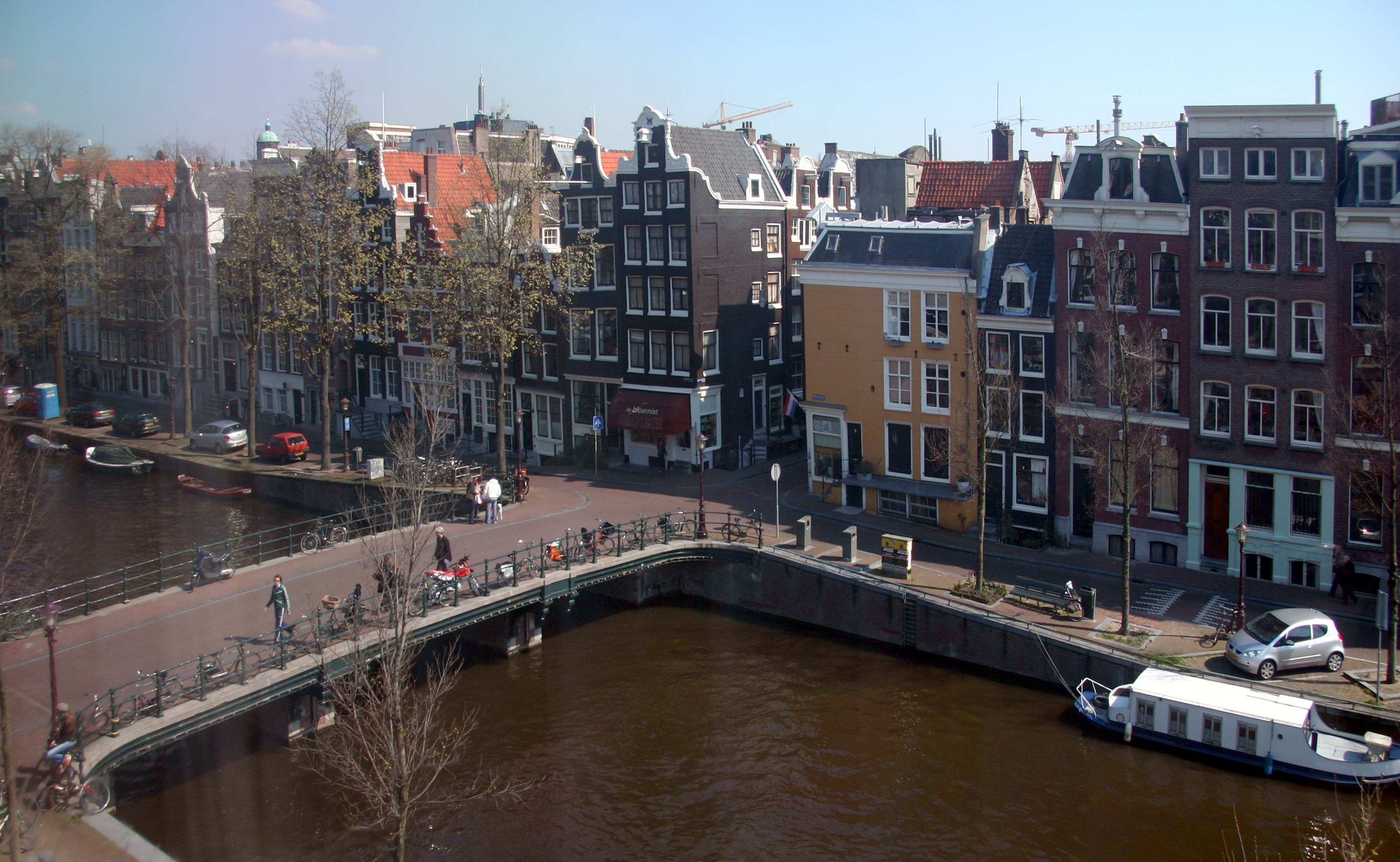